# Batman (Album)
Batman (englisch für Fledermausmann) ist das elfte Studioalbum des US-amerikanischen Musikers Prince, wobei er alle Songs arrangierte, komponierte und produzierte. Es erschien am 19. Juni 1989 bei dem Label Warner Bros. Records und dient als Soundtrack zum gleichnamigen Film. Die Musik zählt zu den Genres Contemporary R&B, Elektronische Tanzmusik, Funk und Popmusik. Als Gastsängerin wirkt Sheena Easton mit. Zudem sind die Schauspieler Jack Nicholson, Kim Basinger und Michael Keaton zu hören, weil Prince einige Dialoge aus dem Film in die Albumsongs sampelte. Musikkritiker bewerteten Batman unterschiedlich; Lob und kritische Stimmen waren in etwa im Gleichgewicht.
Aus kommerzieller Sicht konnte Batman Doppelplatinstatus in den USA erzielen und Platz eins der US-Albumhitparade erzielen – in Europa war es ähnlich erfolgreich. Das Album avancierte mit über fünf Millionen verkauften Tonträgern zu Prince’ weltweit meistverkauftem Album nach 1999, Purple Rain und Diamonds and Pearls. Die Welttournee mit Namen Nude-Tour war ebenfalls kommerziell erfolgreich und wurde von insgesamt 900.000 Menschen besucht.

## Entstehung
Alle neun Songs nahm Prince von Juni 1988 bis März 1989 in seinem Paisley Park Studio in Chanhassen in Minnesota auf. Ursprünglich wählte er das Stück Still Would Stand All Time anstelle von Scandalous aus, doch letztendlich entschied er sich, den Song auf das Nachfolgealbum Graffiti Bridge (1990) zu platzieren.
Drei Songs nahm Prince bereits im Jahr 1988 auf; Electric Chair komponierte er am 6. Juni und damit einen Tag vor seinem 30. Geburtstag. Scandalous spielte er am 17. Oktober ein und hatte als Co-Autor seinen Vater John L. Nelson (* 29. Juni 1916; † 25. August 2001) angegeben, doch dessen Einfluss ist nicht definiert, weswegen angezweifelt werden kann, ob er überhaupt mitgewirkt hatte. Das Stück Vicki Waiting nahm Prince im Dezember auf und benannte es mit Anna Waiting ursprünglich nach seiner damaligen Freundin Anna Garcia (* 31. Dezember 1970 in London), die auch unter dem Künstlernamen „Anna Fantastic“ bekannt ist und weder verwandt noch verschwägert mit Prince’ späteren Ehefrau Mayte Garcia ist. Laut Fantastic wurde sie von ihm gefragt, ob er den Song für Batman überarbeiten und in Vicki Waiting umbenennen dürfe, womit sie einverstanden war.
Mitte Dezember 1988 kontaktierte der Filmregisseur Tim Burton Prince’ Manager Albert Magnoli (* 1952). Burton war seit Oktober 1988 mit Dreharbeiten zum Film Batman beschäftigt und hatte in einem Rohschnitt die Prince-Songs 1999 (1982) und Baby I’m a Star (1984) integriert. Er vertrat die Meinung, beide Stücke kämen im Film sehr gut zur Geltung und wollte deswegen Prince bitten, zusätzlich neue Songs zu schreiben.
Ursprünglich sollte die Musik im Film von sowohl Prince als auch von Michael Jackson stammen – Prince’ Musik sollte „den Bösen“ und Jackson’s Musik „den Guten“ Filmcharaktere zugeordnet werden. Doch während der Dreharbeiten entschloss sich Filmproduzent Jon Peters für eine einheitliche Vorgehensweise und entschied, ausschließlich Musik von Prince im Film zu verwenden.
Auf höchster Managementebene von Warner Bros. Records wurde Prince’ Engagement für den Film unterstützt, weil viele Mitarbeiter der Meinung waren, Batman würde sehr erfolgreich werden, was seiner musikalischen Karriere einen kommerziellen Schub geben würde. Bei einigen Angestellten von Warner Bros. herrschte die Meinung, Prince brauche nach der kommerziellen Enttäuschung in den USA mit dem Album Lovesexy (1988) wieder einen Hit. Zudem hätte er – nach Purple Rain (1984), Under the Cherry Moon – Unter dem Kirschmond (1986) und Sign O’ the Times (1987) – bessere Chancen, erneut ins Filmgeschäft einzutreten, was für ihn damals sehr reizvoll war.
Am 20. Januar 1989 flogen Prince und Albert Magnoli nach London, um sich dort mit Tim Burton zu treffen. Gemeinsam schauten sie sich das Filmset von Gotham City in den Pinewood Studios an, wo Kim Basinger (als Vicki Vale) und Michael Keaton (als Bruce Wayne) gerade eine Filmszene miteinander drehten. Burton präsentierte weiteres 20-minütiges Filmmaterial, das Prince sehr zu beeindrucken schien. Am nächsten Tag trafen sich Prince, Magnoli, Burton und Mark Canton (* 1949) – damaliger Vorsitzender der Filmabteilung von Warner Bros. Entertainment – zum Mittagessen. Burton bat Prince um lediglich zwei Songs, da Warner Bros. den Komponisten Danny Elfman für die Filmmusik bereits engagiert hatte. Doch Prince bot ein vollständiges Album an, da er von dem Batman-Projekt sehr überzeugt war. Warner Bros. Entertainment war von dem Projekt ebenfalls überzeugt und entschloss sich letztendlich dazu, mit Prince und Elfman zwei Soundtracks zum Film zu veröffentlichen. Am 25. Januar 1989 nahm Prince das Stück The Arms of Orion auf, wobei der überwiegende Liedtext von Sheena Easton stammt. Eigentlich wollte er sofort mit weiteren Aufnahmen zum neuen Album beginnen, doch der japanische Teil der Lovesexy-Tour stand Anfang Februar 1989 bevor. Da sich der US-amerikanische Teil dieser Tournee als kommerzielles Verlustgeschäft entwickelt hatte, absolvierte er die geplanten Konzerte in Japan.
Als Prince am 13. Februar 1989 sein letztes Konzert in Osaka beendet hatte und anschließend nach Chanhassen zurückkehrte, nahm er im Paisley Park Studio mit 200 Balloons, Dance with the Devil, Lemon Crush, Rave Unto the Joy Fantastic und The Future weitere Songs auf. Zudem überarbeitete er Anna Waiting und benannte es in Vicki Waiting um. Während Prince Songs für das Album Batman schrieb, schickte ihm Tim Burton Rohschnitte vom Film, aus denen Prince Dialoge entnahm, um diese dann in einigen seiner Songs als Samples zu integrieren. Ende Februar 1989 präsentierte Prince den Filmproduzenten eine Zusammenstellung von elf Songs, die er für den Film geschrieben hatte. Anstelle von Baby I’m a Star hatte er 200 Balloons – später B-Seite der Single Batdance – platziert und 1999 hatte er durch Rave Unto the Joy Fantastic ersetzt; dieses stieß bei den Filmproduzenten jedoch auf wenig Begeisterung und Zustimmung. Daraufhin nahm Prince im März 1989 die beiden Songs Partyman und Trust auf und ersetzte diese für 200 Ballons und Rave Unto the Joy Fantastic. Später überarbeitete er das Stück Rave Unto the Joy Fantastic in Rave Un2 the Joy Fantastic und benannte im Jahr 1999 ein Album danach. Ende März 1989 nahm Prince mit Batdance den letzten Song für das neue Album auf und ersetzte damit das Stück Dance with the Devil, das er als zu düster empfand. Batdance war ursprünglich neun Minuten lang, aber Prince kürzte den Track auf sechs Minuten.
Am 19. Juni 1989 war Batman erstmals im Kino zu sehen und im Film sind letztendlich nur die beiden Songs Partyman und Trust prominent, während Scandalous im Abspann zu hören ist.

## Gestaltung des Covers
Auf der Vorderseite des Albumcovers ist das Batman-Logo in orangefarbenen Konturen auf schwarzem Untergrund abgebildet, auf der Rückseite sind in weißer Schrift die Songtitel abgedruckt. Zudem sind in violetter Schrift die Namen der Film-Hauptdarsteller sowie die der Filmstab-Mitglieder abgedruckt.
Die LP-Ausgabe enthält in der Innenhülle vier Porträtfotos; jeweils eines von Batman, Joker, Vicki Vale und Prince. Das achtseitige Booklet der CD-Ausgabe enthält zusätzlich acht weitere Fotos, die aus dem Film stammen. Das zehnseitige Booklet der CD-Sonderausgabe Batcan besitzt wiederum andere Film-Fotos als das herkömmliche Booklet; beispielsweise enthält die Sonderausgabe ein anderes Foto von Prince, als auf der LP-Innenhülle und dem CD-Booklet enthalten ist. Die Liedtexte sind bei allen Ausgaben abgedruckt.

## Musik und Liedtexte

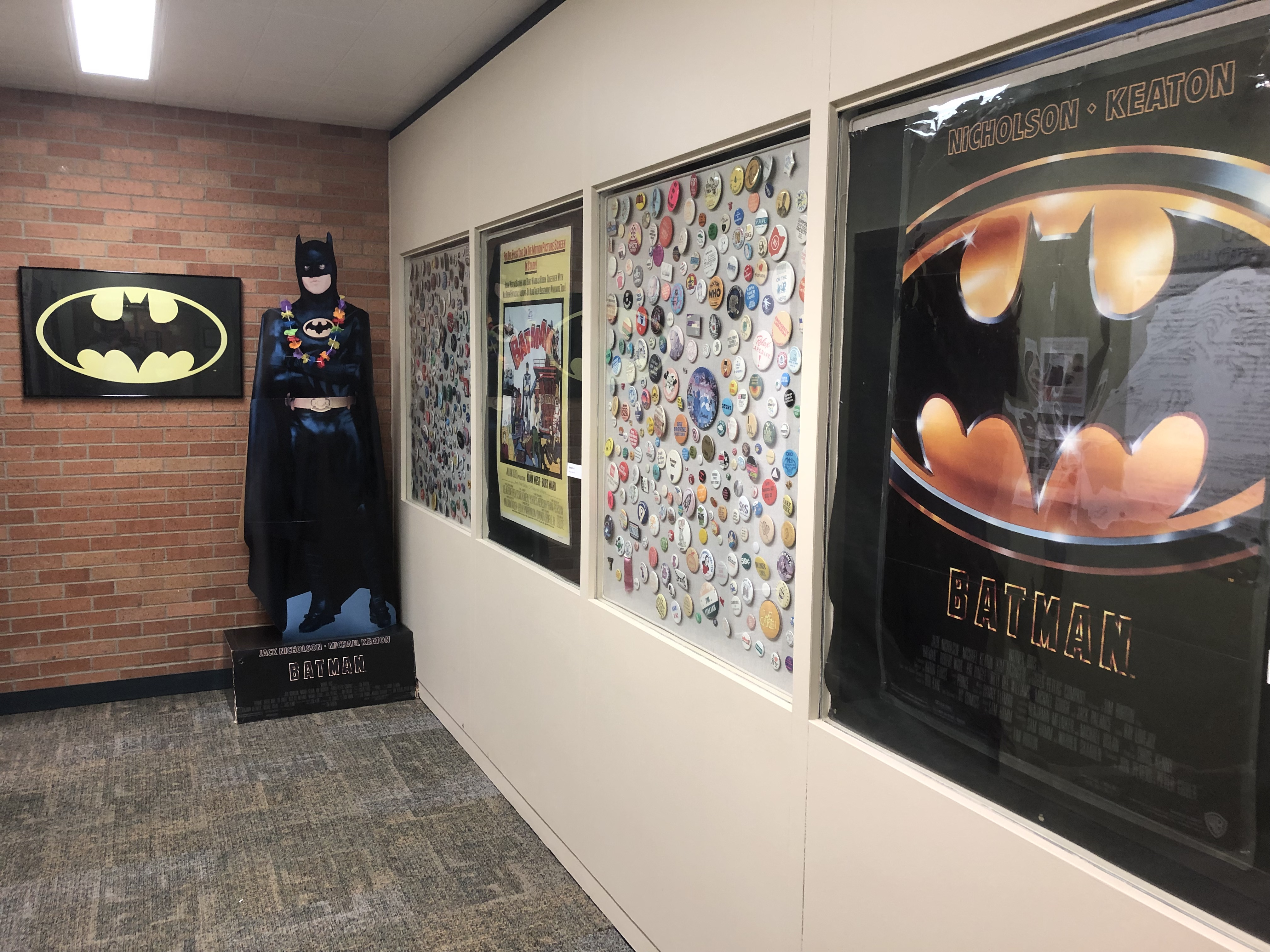
Batman und das Batman-Logo im Jahr 1989

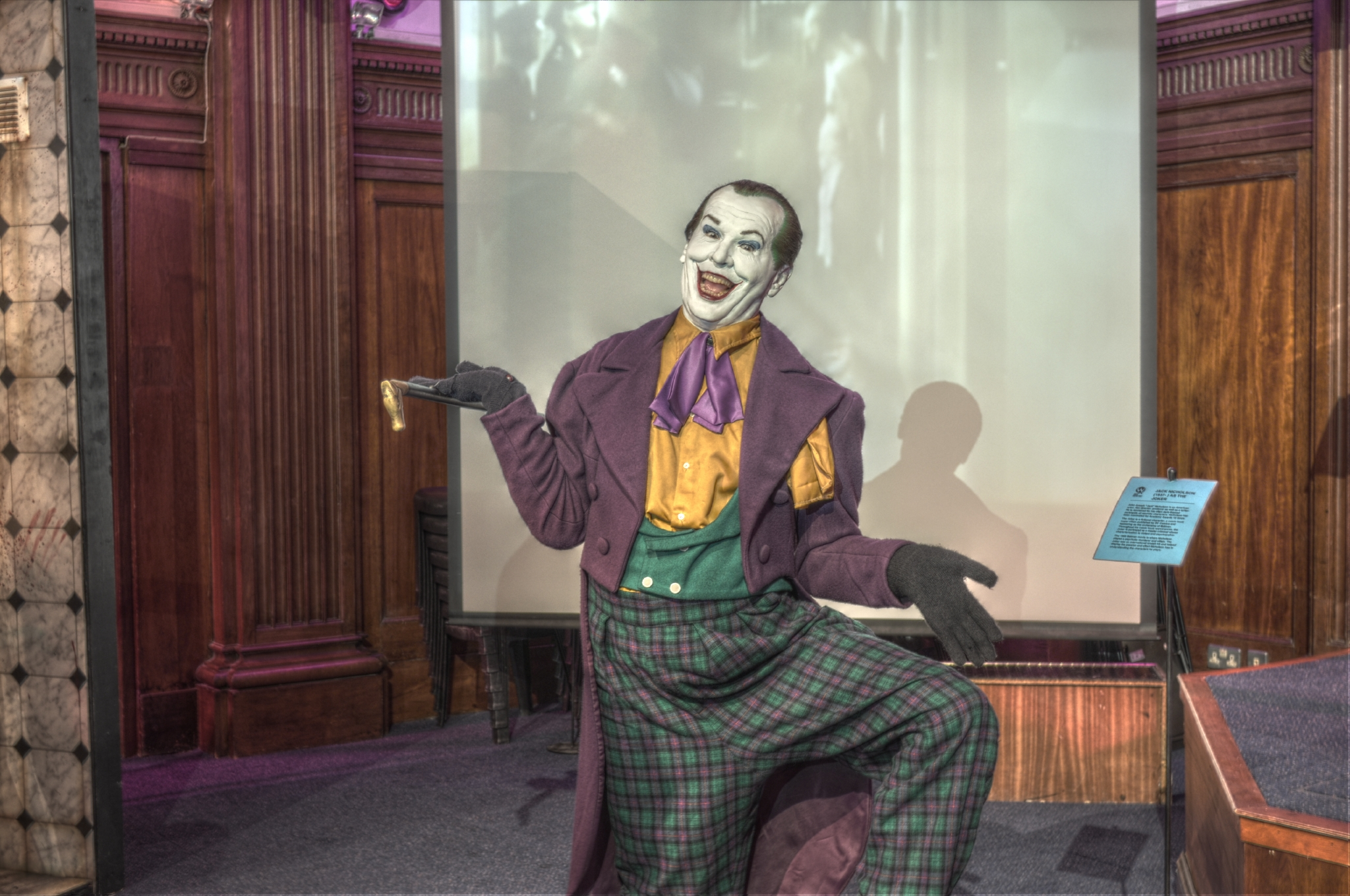
Wachsfigur des Jokers in Anlehnung an die Darstellung durch Jack Nicholson

Die Musik ist eine stilistische Kombination aus den Genres Contemporary R&B, Elektronische Tanzmusik, Funk, Pop und Rock. Außerdem sind mit The Arms of Orion und Scandalous zwei Balladen zu hören. Wie üblich spielte Prince nahezu alle Musikinstrumente selbst ein. Zwar wirken seine Arrangements in Batman zum Teil wesentlich lebendiger als im Vergleich zu seinen vorherigen Produktionen, aber ein Großteil seines Songwritings wirkt wenig ausgefeilt. Dennoch schaffen Tracks wie The Future, Electric Chair, Lemon Crush und Batdance die bedrohliche und düstere Atmosphäre des Films widerzuspiegeln.
Die Musikrichtung Funk sowie tanzorientierte Songs dominieren auf Batman mehr als bei einem Prince-Album seit 1999 aus dem Jahr 1982; Drumcomputer und Synthesizer dienen in den meisten Songs als wesentliche Bestandteile. Gitarrenspiel setzt Prince selten ein und dient hauptsächlich als Verzierung. Das Album enthält mehr Samples als je zuvor in seiner Karriere. Die Stimmen der Batman-Figuren Batman/Bruce Wayne (Michael Keaton), Joker (Jack Nicholson) und Vicki Vale (Kim Basinger) tauchen in Fragmenten auf, die Prince zwischen und innerhalb von den Songs einfügte. Anlässlich des Films kreierte er zudem die Figur Gemini (Zwillinge), die eine duale Persönlichkeit aus den Figuren Batman und Joker im Kampf zwischen Das Gute und Das Böse darstellt. Gemini taucht aber nur in Prince’ Musikvideos Batdance und Partyman auf und wird von ihm selbst verkörpert, im Film kommt die Figur nicht vor. Gemäß den Liner Notes singt Prince die Albumsongs aus der Perspektive von einem oder mehreren Hauptcharakteren des Films:
1. The Future – Batman
2. Electric Chair – Joker
3. The Arms of Orion – Bruce Wayne und Vicki Vale
4. Partyman – Joker
5. Vicki Waiting – Bruce Wayne
6. Trust – Joker
7. Lemon Crush – Vicki Vale
8. Scandalous – Batman
9. Batdance – Batman, Bruce Wayne, Joker, Vicki Vale sowie von der von Prince erfundenen Person Gemini

Obwohl das Album als Soundtrack konzipiert wurde, handeln die Liedtexte überwiegend von Prince’ eigenen sexuellen und spirituellen Themen. Neben seinem charakteristischen Falsettgesang benutzt er auch tiefere Stimmlagen.
1. The Future
Der Opener ist eine bedrohlich klingende Funk-Nummer voller Dramatik und Gefahr, die von einem pumpenden E-Bass angetrieben wird. Der Song ist spärlich produziert, aber Prince fügte Gitarren-Licks, Synthesizer-Fills, gesampelten Gesang von der aus Minneapolis stammenden Gospelband Sound of Blackness und von Clare Fischer arrangierte Streichinstrumente ein, die er aus seinem damals noch unveröffentlichten Song Crystal Ball (1986) entnahm. Der Liedtext ist Prince’/Batmans Appell an die Gesellschaft, sich zu ändern, da seine Vision von der Zukunft düster ist und von Armut, Drogen und Waffen handelt. Angesichts dieses traurigen Zustands predigt er, dass „die neue Welt eine Spiritualität braucht, die Bestand hat“ und die Menschen mitreißt, um die Zukunft besser zu gestalten. Um einen grundlegenden Wertewandel in der Gesellschaft zu erreichen, reichen alte Lösungen und Modeerscheinungen nicht aus.[15]
2. Electric Chair
Der Song kann den Genres Funk und Hard Rock zugeordnet werden. Bei dem Track steht ein lauter, wummernder Drumcomputer-Beat im Vordergrund und besitzt eine heulende Leadgitarre, die die Textur durchschneidet. Ein zweiter Abschnitt kombiniert eine funkige, perkussive Basslinie mit einer ineinandergreifenden Phrase, bestehend aus E-Gitarre und Synthesizern. Im Liedtext kämpft der Joker mit der Frage nach der angeborenen Schuld. Wenn unreine Gedanken ein Verbrechen sind, ist er nicht nur schuldig, sondern auch des elektrischen Stuhls würdig. Er erzählt, dass er mit einer Frau getanzt hat und dabei ihre Freundin gesehen hat, weswegen fortan sein Verlangen nur noch ihr galt.[15]
3. The Arms of Orion
Die sanfte und melodramatisch wirkende Ballade aus dem Bereich Popmusik ähnelt oberflächlich betrachtet dem Stück Free aus dem Album 1999. Prince’ Klavierspiel dient als Hauptbegleitung, wobei streicherähnliche Synthesizer für Dekoration sorgen. Gegen Ende fügte er einige neoklassische Synthesizer-Verzierungen hinzu. Der Liedtext handelt von einem Liebespaar, deren Schicksal vom Schicksal abhängt. Prince stellt eine Analogie zum Sternbild des Orion her und singt, dass die Arme der Figur am Himmel weit genug sind, um ihn und seine Geliebte zusammenzuhalten, obwohl sie weit voneinander entfernt sind. Um Orion, einen der Söhne des Gottes Poseidon, ranken sich zahlreiche Legenden, in denen er mit verschiedenen griechischen Göttinnen und Nymphen liiert ist. In einer Geschichte war der Gott Apollo darüber verärgert, dass seine Schwester, die Göttin Artemis, Orion heiraten wollte. Apollo brachte seine Schwester mit einem Trick dazu, ihren Geliebten unwissentlich zu töten, und als sie entdeckte, was sie getan hatte, stellte sie ihn als Sternbild in den Himmel.[15]
4. Partyman Wachsfigur des Jokers in Anlehnung an die Darstellung durch Jack Nicholson
Die temperamentvolle Funk-Nummer basiert auf einer aktiven Synthesizer-Basslinie und einem treibenden Drumcomputer-Beat. Die Synthesizer bilden die Hauptinstrumente, aber einige Klavierphrasen und Rhythmusgitarren-Licks sorgen für musikalische Abwechslung. Den Liedtext singt Prince mit seiner beschleunigten Camille-Stimme. Er bezeichnet den Joker als „the funkiest man you’re ever seen“ und hat ihn aufgrund seines wilden Auftretens mit grünen Haaren, schneeweißer Haut, knallroten Lippen und farbenfroher Kleidung „Partyman“ genannt, dessen Botschaft „Regeln und Vorschriften haben in dieser Nation keinen Platz“ lautet. Im Film wird der Song in einem Kunstmuseum verwendet, wo der Joker und seine Handlanger die Gemälde und andere Kunstwerke mit bunten Farben verunstalten.[15]
5. Vicki Waiting
Das bluesbasiertes Funk/Rock-Stück besitzt eine monotone pulsierende Basslinie, die an The Future erinnert. Ein eingängiges Keyboard-Motiv leitet jede Strophe ein. Im Liedtext denkt Bruce Wayne über seine Beziehung zu Vicki Vale nach. Er hält sie auf Distanz und scheint nicht bereit zu sein, sich zu binden. Er erzählt ihr einen anzüglichen Witz über die jeweiligen Dimensionen des Penis eines Mannes und der Vagina einer Frau.[15]
6. Trust
Auch dieser Song basiert auf einem Blues-Muster. Das Stück ist eine schnelle, hektisch wirkende Rocknummer mit einem stampfenden Beat. Das Tempo ähnelt dem von Baby I'm a Star (1984) aus dem Album Purple Rain. Im Liedtext versucht der Joker eine Frau davon zu überzeugen, ihm ihr Vertrauen zu schenken. Er gibt zu, dass er heiß und erregt wird, wenn er nur daran denkt, was sie miteinander tun können, bestreitet aber, dass es irgendetwas mit Sex zu tun hat und versichert ihr, dass „es nicht diese Art von Party ist“. Die letzten Worte im Song schreibt Prince sich selbst zu: „Wem vertraust du, wenn du Gott nicht vertrauen kannst? Wem kannst du vertrauen – wem kannst du vertrauen? Niemandem“.[15]

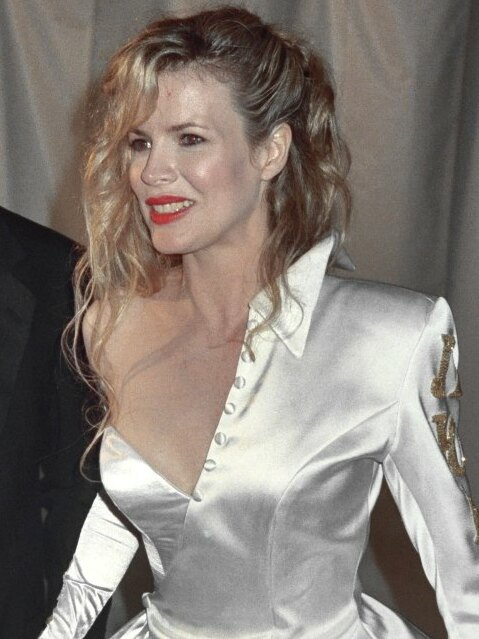
Kim Basinger, 1990

7. Lemon Crush Kim Basinger, 1990
Der Funk-Track enthält ein vierstimmiges Unisono-Motiv aus Bass und Klavier. Im Refrain kommen subtil beunruhigende Synthesizer-Akkorde hinzu und Prince würzt die Synthesizer-dominierte Textur mit Gitarrensynthesizer-Phrasen und Leadgitarren-Fills. Seine damalige Freundin Anna Fantastic inspirierte ihn zum Liedtext; der Cocktail „Lemon Crush“ war ihr Lieblingsgetränk. Der Liedtext ist aus der Sicht von Vicki Vale geschrieben, die ihre Fantasien über Batman beschreibt. Obwohl sie im Film niemals mit Batman schläft, scheint sie ihre Verliebtheit in einen Mann mit einer Maske zu beschreiben. Sie wünscht, sie könnte aufhören, an Batman zu denken und sich auf die sichere Liebe zu Bruce Wayne konzentrieren.[15]
8. Scandalous
Die stimmungsvolle, vage melancholische Ballade aus dem Genre Contemporary R&B ist voller sexueller Spannung. Prince’ leidenschaftlicher, wenn auch zuweilen etwas überdreht wirkender Falsettgesang wird durch symphonische Streicherstruktur abgefedert. In Scandalous kommt das einzige Mal auf dem Album der Drumcomputer Linn LM-1 zum Einsatz. Der Liedtext drückt Batmans Verlangen nach Vicki Vale aus – er möchte all ihre Fantasien erfüllen, „alles, wovon [sie] jemals geträumt hat“.[15]
9. Batdance
Der ungewöhnlichste Song auf dem Album ist eine unzusammenhängende musikalische Extravaganz, die Textzeilen von The Future und Electric Chair mit Dialogschnipseln aus dem Film vermischt. Batdance beginnt mit dem Einsetzen einer lauten Rockgitarre, gefolgt von der sarkastischen Bemerkung des Jokers „Oh, I got a live one here“ („Oh, ich habe hier einen Lebenden“) sowie seinem markanten Lachen. Das erste Segment bietet Rockmusik, bei der Prince’ E-Gitarre dominiert. Weitere Bestandteile sind ein eindringliches, zyklisches Keyboard-Motiv, einige Orgelimprovisationen und der vielschichtige Gesang von Prince, der „Batman“ aus dem Thema der US-Fernsehserie Batman (1966–1968) singt. Das zweite Segment beginnt nach der vom Joker gestellten Frage „And where is the Batman?“, was als Einsatz für ein Gitarrensolo dient; es endet so plötzlich wie es begonnen hat, als der Joker „Stop the press, who is that?“ sagt. Nun wechselt der Song abrupt und vollständig die Richtung und geht in einen lockeren, funkigen Mid-Tempo-Teil über, in dessen Mittelpunkt ein Rhythmusgitarren-Lick steht. Prince singt „Hey, we got the power, oh we got the soul, hey we got the sho'nuff get off to make the devil go, go“. Die Behauptung des Jokers, dass „diese Stadt einen Einlauf braucht“ („this town needs an enema“), leitet eine Rückkehr zum ersten Rocksegment des Songs ein. Nach einem letzten Lachanfall des Jokers kommt alles mit dem Wort „Stop“ zum Stillstand und der Song endet. Im Liedtext übernehmen alle Hauptfiguren des Films eine Sprech- oder Gesangsrolle, inklusive Matthew Larson, damaliger Bandtechniker von Prince. Batdance besitzt aber keine nennenswerte Erzählung, sondern stellt eine kleine Skizze der Filmcharaktere und ihrer Philosophien dar.[15]

## Titelliste und Veröffentlichungen
| 1                                                                                                 | The Future                                    | 4:07 |
| 2                                                                                                 | Electric Chair                                | 4:08 |
| 3                                                                                                 | The Arms of Orion (Duett mit Sheena Easton) a | 5:02 |
| 4                                                                                                 | Partyman                                      | 3:11 |
| 5                                                                                                 | Vicki Waiting                                 | 4:52 |
| 6                                                                                                 | Trust                                         | 4:23 |
| 7                                                                                                 | Lemon Crush                                   | 4:15 |
| 8                                                                                                 | Scandalous b                                  | 6:15 |
| 9                                                                                                 | Batdance                                      | 6:13 |
| Spieldauer: 42:32 min.                                                                            |                                               |      |
| Autor aller Songs ist Prince a Autor: Prince und Sheena Easton b Autor: Prince und John L. Nelson |                                               |      |

Batman wurde am 19. Juni 1989 in Europa und einen Tag später in den USA veröffentlicht. Das Album erschien auf CD, LP, Vinyl-Picture Disc und MC, später auch als Download. Zudem wurde eine auf 20.000 Einheiten limitierte Sonderausgabe mit Namen Batcan veröffentlicht, eine im 5″-Format große schwarze kreisrunde Metalldose, die die CD samt Booklet enthält.

### Singles
Von dem Album wurden fünf Singles ausgekoppelt. Am 6. Juni 1989 erschien Batdance als Vorabsingle, die auf 4:06 Minuten gekürzt worden ist. Als B-Seite dient der zuvor unveröffentlichte Song 200 Balloons, der auch im Film zu hören ist. Partyman wurde am 18. August 1989 ausgekoppelt und ist identisch mit der Albumversion. Als B-Seite ist der ebenfalls zuvor unveröffentlichte Song Feel U Up zu hören, den Prince bereits im November 1986 auf seinem letztendlich nicht veröffentlichten Album Camille platzierte. Die Originalversion von Feel U Up aus dem Jahr 1981 ist postum auf dem Album 1999 Super Deluxe (2019) herausgebracht worden. Als dritte Single wurde am 16. Oktober 1989 eine auf 3:52 Minuten gekürzte Version von The Arms of Orion ausgekoppelt, B-Seite ist das Stück I Love U in Me, das zuvor auch unveröffentlicht war und Prince im Sommer 1989 aufnahm.
Scandalous wurde am 28. November 1989 ausgekoppelt und ist 4:12 Minuten lang, als B-Seite dient das Stück When 2 R in Love, das bereits auf dem Album Lovesexy und später auch auf dem Black Album zu finden ist. Die Single wurde aber nicht weltweit ausgekoppelt. Drei Tage später wurde die EP The Scandalous Sex Suite veröffentlicht. Die EP basiert auf dem Stück Scandalous, das Prince am 1. Oktober 1989 überarbeitete und daraus eine 19-minütige Version komponierte, die er mit The Crime, The Passion und The Rapture in drei musikalische Abschnitte untergliederte. Dabei übernahm Kim Basinger teilweise die Backing Vocals und eine Vielzahl von Gestöhne. Ferner wollte Prince, dass Basinger die Hauptrolle in seinem Film Graffiti Bridge (1990) übernimmt, was diese jedoch ablehnte.
Am 18. Mai 1990 erschien als fünfte und letzte Single The Future, die ebenfalls nicht weltweit ausgekoppelt wurde. Es ist die erste Prince-Single, die als A-Seite in einer Remixversion zu hören ist. Die beiden Briten Mark Moore (* 1965) und William Orbit waren für diesen Remix zuständig, der auf 3:30 Minuten gekürzt wurde. Auf der B-Seite ist die Albumversion von Electric Chair vorhanden. Die Maxi-Single von The Future ist 6:44 Minuten lang, als B-Seite ist Electric Chair ebenfalls in einer Remixversion von Moore und Orbit zu hören, die 5:43 Minuten lang ist.
Ferner erschien Ende 1989 in ausschließlich Hongkong Trust als Promo-Maxi-Single, wobei der Song in der Albumversion zu hören ist. Außerdem wurde The Crime von der EP The Scandalous Sex Suite in Spanien als Promo-Single veröffentlicht.
Am 7. Mai 2021 gab der französische Fußballverein Paris Saint-Germain bekannt, mit The Prince Estate („Der Prince-Nachlass“) zusammenzuarbeiten und veröffentlichte mit Prince du Parc eine limitierte Single in lilafarbenem Vinyl. Auf der A-Seite ist Partyman vorhanden und als B-Seite dient eine Liveversion von Cool, aufgenommen von einem Prince-Konzert mit 3rdEyeGirl am 1. Juni 2014 im Zénith Paris in Paris; es war der letzte Auftritt von Prince, den er in der Stadt Paris absolvierte. Cool komponierte er im April 1981 für The Time und platzierte den Song im Juli 1981 auf ihrem gleichnamigen Debütalbum. Im November 1981 wurde Cool als zweite Single von dem Album ausgekoppelt und erreichte Platz 90 in der US-Singlehitparade.

### Musikvideos
Obwohl fünf Songs von Batman als Single ausgekoppelt wurden, sind nur zu den drei Songs Batdance, Partyman und Scandalous Musikvideos produziert worden. Regisseur der Videos von Batdance und Partyman war Albert Magnoli, damaliger Manager von Prince und Regisseur der Filme Purple Rain (1984) und Prince – Sign O’ the Times (1987). Bildmaterial vom Film Batman wurde in Prince’ Musikvideos nicht verwendet.
Das Musikvideo zu Batdance wurde am 27. und 28. Mai 1989 in den Culver Studios in Los Angeles in Kalifornien gedreht. Die Choreografie sollte ursprünglich Paula Abdul gestalten, doch sie war damals terminlich verhindert, weswegen Barry Lather (* 1966) diese Aufgabe übernahm. Er engagierte fünf Batman-, Joker- und Vicki Vale-Tänzer und Prince tritt unter anderem in der von ihm selbst erfundenen Figur „Gemini“ auf. Abgesehen von der Albumversion, in der das Musikvideo zu hören ist, existieren noch zwei weitere Videos zu Batdance; zu einem als The Batmix und zum anderen als Vicki Vale Mix. Beides sind offizielle Musikvideos und keine Bootlegs, wie zum Teil angenommen wird. Produzent der Videos war Gregg Fienberg (* 1960).
In der zweiten Augustwoche des Jahres 1989 wurde das Musikvideo zu Partyman gedreht, ebenfalls in den Culver Studios. Erstmals treten Candy Dulfer und Schlagzeuger Michael Bland in Prince’ Begleitband auf, der Ende 1990 eines der Gründungsmitglieder von The New Power Generation war. Prince selbst tritt im Musikvideo abermals in Person des „Gemini“ auf. In der Rahmenhandlung kommt Gemini gerade noch rechtzeitig zu einer Feier, auf der sich zuvor alle 200 Gäste langweilten. Da alle Gäste das Wasser trinken, das er zuvor vergiftet hatte, sind am Schluss des Videos alle Gäste verstorben. Anschließend verkündet Gemini: „This ain’t over yet“ („Dieses ist noch nicht vorbei“). Doch in den folgenden Jahren ist Prince nicht mehr in der Person als Gemini in Erscheinung getreten. Das Musikvideo ist in der Maxiversion The Video Mix gedreht worden und die Choreografie stammt erneut von Barry Lather, Produzenten waren Scott Flor und Tim Clawson (* 1960).
Das Musikvideo zu Scandalous wurde vermutlich Ende Oktober 1989 in einem Studio in Los Angeles gedreht und ist sehr schlicht gehalten; Prince singt, tanzt und reibt sich an und vor einem Mikrofonständer – visuelle Ablenkungen von seinem Auftritt gibt es nicht. Er trägt er einen roten Overall, den er auch auf dem Cover der Single anhat. Regisseur war Craig Laurence Rice (* 1948), der von 1983 bis 1993 mit Prince zusammen arbeitete.

### Coverversionen
Vereinzelt nahmen Musiker Coverversionen von Songs des Albums Batman auf, wie beispielsweise:
- The Future: David Byrne (1994), Uwe Schmidt unter seinem Pseudonym Lassigue Bendthaus (1998), Ugress (2008), Duke de Lacy (2016)
- Electric Chair: Wallace Roney & Kenny Garrett mit Bob Belden für das Label Blue Note Records (2006), Divine Reich (2007)
- The Arms of Orion: Keff McCulloch (1991), Bob Belden (1994), Soundstar Orchestra (2003), Duke de Lacy (2016)
- Partyman: Dennis “Shango Trex” Llewellyn (1995), The Funky Groove Connection (2016), Joe Stilgoe (2019)
- Trust: Keff McCulloch (1991)
- Scandalous: Danny Elfman (1989), Ryō Kawasaki (1994)
- Batdance: Allen Toussaint Orchestra (1989), Andromeda Project (1990), Scoobie Do (2006)

## Mitwirkende

### Musiker
Alle Songs wurden von Prince arrangiert, komponiert, produziert und vorgetragen. Zudem spielte er alle Musikinstrumente selbst ein, wobei folgende Personen die Aufnahmen ergänzten:
- Anna Fantastic – gesampelte Vocals in Partyman
- Atlanta Bliss – Trompete in Trust
- Christopher Fairbank – gesampelte Vocals in The Future
- Clare Fischer – gesampeltes Orchester in The Future
- Eric Leeds – Saxophon in Trust
- Femi Jiya – gesampelte Vocals in Partyman
- Jack Nicholson (als The Joker) – gesampelte Vocals in Batdance, Partyman, The Future, Vicki Waiting
- Kim Basinger (als Vicki Vale) – gesampelte Vocals in Batdance, Partyman, Vicki Waiting
- Matthew Larson – Vocals in Batdance
- Michael Keaton (als Batman/Bruce Wayne) – gesampelte Vocals in Batdance, The Future
- Robert Wuhl – gesampelte Vocals in Trust
- Sheena Easton – Co-Leadsängerin in The Arms of Orion
- Sounds of Blackness – gesampelter Chor in The Future

### Technisches Personal
- Prince – Toningenieur
- Anton Furst – Logo-Illustration
- Chris Lord-Alge – Mixing-Assistenz in Electric Chair
- Chuck Zwicky – Toningenieur-Assistenz
- David Friedlander – Toningenieur-Assistenz
- Eddie Miller – Mixing, Toningenieur-Assistenz
- Femi Jiya – Toningenieur
- Gary LeMel (* 1938; † 2019) – Verantwortlicher für die Albumproduktion bei Warner Bros. Inc.
- Heidi Hanschu – Toningenieur-Assistenz
- Howie Weinberg (als „HW“)  – Leiter vom Mastering der Batcan
- Jeff Katz – Fotografie von Prince
- Jon Peters – Executive Producer
- Michael Dilbeck – Musik-Supervisor
- Peter Guber – Executive Producer
- Tom Recchion – Albumdesign

## Nude-Tour

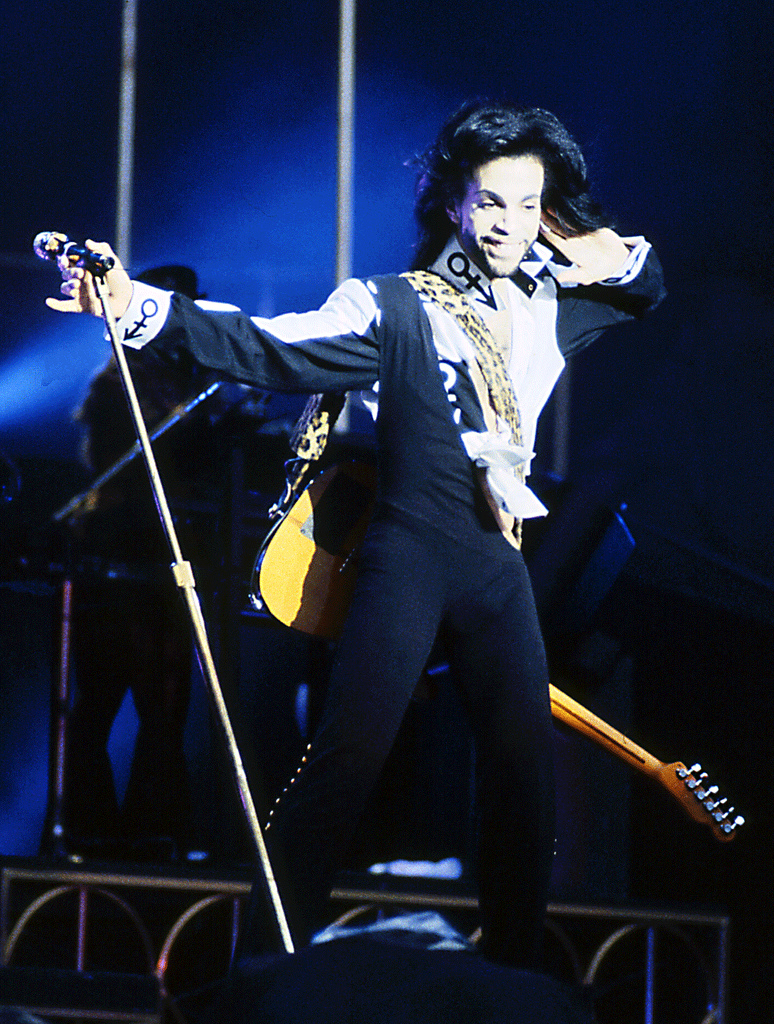
Prince während der Nude-Tour im Jahr 1990

Ein Jahr nach der Veröffentlichung von Batman ging Prince auf Welttournee, die er Nude-Tour nannte. Es war das erste Mal in seiner Karriere, dass er auf Tournee ging, ohne ein neues Album veröffentlicht zu haben; Batman erschien im Juni 1989 und das Nachfolgealbum Graffiti Bridge Ende August 1990.
Der europäische Teil der Nude-Tour begann am 2. Juni 1990 im De Kuip in Rotterdam und endete am 24. August 1990 in der Wembley Arena in London. Schlagzeuger Michael Bland sagte nach Prince’ Tod im Jahr 2016: „Prince wollte 16 Konzerte in der Wembley Arena spielen, weil die Dire Straits elf ausverkaufte Konzerte gegeben hatten. Der Promoter sagte: ‘Prince, du bist verrückt!’ Und Prince erwiderte: ‘Buch die Konzerte.’ Und wissen Sie was? Alle waren ausverkauft.“ Damit stellte er einen Besucherrekord in der Wembley Arena auf, der bis heute (2025) Gültigkeit hat.
Prince gab 51 Konzerte in Europa und vom 30. August bis zum 10. September 1990 fünf in Japan. Die insgesamt 56 Konzerte wurden von 900.000 Menschen besucht. Die Kapazität der Arenen betrug zwischen 5.000 und 15.000 Plätzen – vereinzelt trat er auch in Stadien mit einer größeren Zuschauerkapazität auf. Da im Sommer 1990 neben Prince unter anderem David Bowie, Madonna, The Rolling Stones und Tina Turner auf Tournee waren, waren mehrere seiner Konzerte nicht ausverkauft und wurden in kleinere Hallen verlegt. Die Konzertlänge variierte zwischen 80 und 115 Minuten. Im Gegensatz zu vorherigen Tourneen spielte Prince keine Aftershows nach dem Hauptkonzerten.
Als Vorgruppe des europäischen Teils der Nude-Tour spielten drei verschiedene Liveacts; bei den ersten zwölf Konzerten trat die australische Singer-Songwriterin Jenny Morris (* 1956) – in ihrer Begleitband waren Mitglieder von INXS – auf. Bei den folgenden 17 Konzerte agierte Mavis Staples als Supportact. Ursprünglich sollte sie bei der kompletten Nude-Tour als Supportact auftreten, war aber terminlich verhindert und konnte nur vom 19. Juni bis zum 13. Juli 1990 dabei sein. Bei den restlichen 22 Konzerte in Europa trat Loïs Lane auf, wobei dessen Perkussionist Martin Verdonk gelegentlich als Gast bei Prince auf der Bühne stand. In Japan trat keine Vorgruppe auf.
Am 8. August 1990 traf Prince zum ersten Mal seine spätere Ehefrau Mayte Garcia bei einem Konzert in Mannheim. Er lud sie vor dem Konzertbeginn in der Maimarkthalle backstage zu sich ein, um sich bei der damals 16-jährigen Garcia für die Videoaufnahmen ihrer Bauchtanz-Choreografie persönlich zu bedanken. Garcias Mutter hatte während des Soundchecks die Videokassette ihrer Tochter an Prince’ Background-Tänzer Kirk Johnson übergeben können, der diese zeitnah an Prince weiter geleitet hatte.
Eigentlich wollte Prince Candy Dulfer als Saxophonistin für seine Nude-Tour engagieren. Zudem hätte sie eine kleine Nebenrolle im Film Graffiti Bridge (1990) spielen können. Doch Dulfer lehnte beide Angebote ab, da sie Ende 1989 – gemeinsam mit David A. Stewart – mit der Single Lily Was Here erfolgreich war, was ihr einen Schallplattenvertrag als Solokünstlerin bei BMG Music Publishing einbrachte. Sie arbeitete schließlich an ihrem Debütalbum Saxuality, veröffentlicht am 8. Juni 1990, und gründete die Band Funky Stuff. Somit bestand Prince’ Begleitband während der Nude-Tour aus folgenden acht Mitgliedern:
- Damon D. (* 30. Dezember 1960 als Damon Dickson) – Backing Vocals, Tänzer
- Dr. Fink (* 8. Februar 1957 als Matthew Robert Fink in St. Louis Park, Metropolregion Minneapolis-Saint Paul) – Backing Vocals, Keyboard
- Kirky J. (* 22. September 1964 als Kirk Anthony Johnson in Minneapolis, Minnesota) – Backing Vocals, Perkussion, Tänzer
- Levi Seacer Jr. (* 30. April 1961 in Richmond, Kalifornien) – Backing Vocals, E-Bass
- Michael B. (* 14. März 1969 als Michael Bland in Minneapolis, Minnesota) – Backing Vocals, Schlagzeug
- Miko Weaver (* 11. März 1957 als Michael Weaver in Berkeley, Kalifornien) – Akustische Gitarre, Backing Vocals
- Rosie Gaines (* 26. Juni 1960 als Rosie Mary Gaines in Martinez, Kalifornien) – Backing Vocals, Keyboard
- Tony M. (* 7. September 1962 als Anthony Tyrone Mosley in Minneapolis, Minnesota) – Backing Vocals, Rapper, Tänzer

Bis auf Dr. Fink und Miko Weaver integrierte Prince alle Mitglieder von der Nude-Tour Ende 1990 in seine Begleitband The New Power Generation.

## Rosie Gaines möchte Nude-Tour verlassen

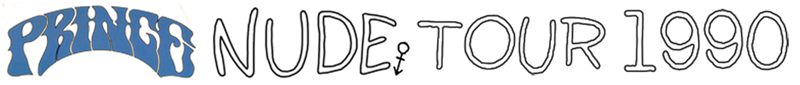
Das Logo der Nude-Tour

Während der Nude-Tour kam es zwischen Prince, Rosie Gaines und einzelnen Bandmitgliedern zu Spannungen im zwischenmenschlichen Bereich. Vor allem Gaines litt unter dieser Situation; in dem hauptsächlich mit männlichen Kollegen besetzen Tourbus wurde sie aufgrund ihres Übergewichts gehänselt. Zudem waren verschiedene Bandmitglieder auf sie neidisch, weil sie als Begleitsängerin bei der Tournee eine prominente Rolle spielte und nicht selten auch am Hauptgesang beteiligt war. Da Prince mit Bodyguards separat in einer Limousine reiste, bekam er von den Spannungen innerhalb des Tourbusses wenig mit.
Gaines beschwerte sich bei Gilbert Davison, ehemaliger Leibwächter und damaliger Manager von Prince, aber es änderte sich nichts an der Situation. Schließlich ging sie direkt auf Prince zu und informierte ihn. „Er wollte nie, dass sich irgendjemand wegen irgendwas bei ihm beschwert“, sagte Gaines. Sie drohte damit, die Band während der Tournee zu verlassen und Prince wegen der Hänseleien im Tourbus eventuell zu verklagen. Daraufhin entschloss sich Prince, Gaines im gleichen Tourbus wie Mavis Staples mitfahren zu lassen, die für drei Wochen im Vorprogramm der Tournee auftrat. „Diese Tour war die schlimmste Zeit meines Lebens. Was da im Bus ablief, hatte mit Prince nichts zu tun, aber er hat auch nichts getan, um mich davor zu schützen. Wenn seine Kumpels dabei waren, war ich für ihn bloß irgendeine Frau. Dann benahm er sich wie ein Chauvi und sagte Sachen wie; ‚Oh, sie hat wohl ihre Regel‘“, meinte Rosie Gaines rückblickend.

## Rezensionen
Die Kritiken zum Album fielen unterschiedlich aus; einige Musikkritiker bewerteten Batman zum Teil sehr positiv, andere hingegen zeigten sich enttäuscht. Die Website AOTY (Album of the Year) errechnete eine Durchschnittsbewertung von 61 %, basierend auf sechs Rezensionen englischsprachiger Medien.
Rick Shefchik von der US-Zeitung St. Paul Pioneer Press zeigte sich begeistert und gab die Höchstanzahl von vier Sternen. Zwar habe Prince in den fünf Jahren nach dem Song Purple Rain vermutlich bessere individuelle Stücke wie beispielsweise Kiss, Sign “☮” the Times oder I Could Never Takte the Place of Your Man geschrieben, aber kein besseres, in sich geschlossenes Album wie Batman veröffentlicht. Deswegen könne es „der neue Höhepunkt“ in seiner Karriere werden.
Roger Morton vom New Musical Express war auch begeistert und gab neun von zehn Sternen. Er lobte alle Songs, merkte aber an: „Natürlich gibt es hier weder Kiss noch Alphabet St., und abgesehen von einer Anspielung auf House gibt es wenig, was nicht schon im Backkatalog von Prince behandelt worden wäre“. Trotzdem existierten „genug Geistesblitze“, um Batman „zu einem Triumph zu machen“. Wer auch immer diesen Soundtrack zum Film „für Erwachsene in die Hände des perversen Gelehrten Prince gelegt“ habe, habe „einen genialen Schachzug“ gemacht, meinte Morton.
Sassan Niasseri von der deutschen Ausgabe des US-Musikmagazins Rolling Stone verteilte mit vier von fünf Sternen fast die Höchstpunktzahl. Der Opener The Future sei „vielleicht sein bestes Eröffnungsstück überhaupt“ und im Übergang zu Electric Chair zeige Prince seine „nächste Großtat“, da er seit The Beautiful Ones (1984) „so laut nicht mehr geschrien“ habe. Zudem habe er die Gitarre „auf Anschlag gedreht“. Auch im Song Batdance bearbeite er „seine Gitarre wie ein Metal-Musiker“. Das Album sei eines „der am meisten unterschätzten Song-Soundtracks überhaupt“, schrieb Niasseri.
Stephen Thomas Erlewine von AllMusic war mit Lob wesentlich zurückhaltender und gab zweieinhalb von fünf Sternen. Er lobte The Future und Electric Chair als „gute, funkige Ein-Mann-Stücke“. Den Song Vicki Waiting beschrieb er als einen „hervorragenden reinen Popsong“, während The Arms of Orion eine „peinlich angenehme, saftige Mainstream-Ballade“ sei. Batdance stelle ein „lustiges Dance-Club-Pastiche“ des gesamten Albums dar. Doch trotz „dieser Highlights“ gebe es „keine echten Klassiker auf der Platte“, weswegen sie dazu neige, „im Gedächtnis zu verschwinden“, mutmaßte Erlewine.
Die beiden Musikkritiker David Wilson und John Alroy waren auch enttäuscht und gaben nur zwei von fünf Sternen. Zwar könne Prince „im Schlaf professionelle, verkaufsfähige Produkte zusammenstellen“, aber „normalerweise ist er auch inspiriert und/oder getrieben, originell zu sein“. Doch auf Batman habe er „einfach den einfachen Weg“ gewählt. Abgesehen von „dem clever arrangierten Rocker“ Electric Chair und „dem melodischen Groove“ in Vicki Waiting existiere auf dem Album „nicht viel großartige Musik“. Lediglich im Track Batdance mache Prince „wirklich etwas Neues“, weil er Samples integrierte.
David Browne von der Entertainment Weekly zeichnete das Album auf einer Skala von „A+“ bis „F“ mit der Note „B–“ aus. Zwar sei Batman „nicht der übliche, abgedroschene Soundtrack“ zu einem Film der 1980er Jahre, aber „mit so viel Blödsinn wie Scandalous, Partyman und der holprigen Hitsingle Batdance“ auch nicht das „typische spannende Prince-Album“.

## Kommerzieller Erfolg

### Chartplatzierungen
| ChartsChartplatzierungen       | Höchstplatzierung | Wochen |
| ------------------------------ | ----------------- | ------ |
| Deutschland (GfK)              | 3 (25 Wo.)        | 25     |
| Österreich (Ö3)                | 3 (20 Wo.)        | 20     |
| Schweiz (IFPI)                 | 1 (2) (19 Wo.)    | 19     |
| Vereinigte Staaten (Billboard) | 1 (6) (36 Wo.)    | 36     |
| Vereinigtes Königreich (OCC)   | 1 (1) (23 Wo.)    | 23     |

| ChartsJahrescharts (1989)      | Platzierung |
| ------------------------------ | ----------- |
| Deutschland (GfK)              | 26          |
| Österreich (Ö3)                | 19          |
| Schweiz (IFPI)                 | 16          |
| Vereinigte Staaten (Billboard) | 40          |
| Vereinigtes Königreich (OCC)   | 36          |

Batman wurde nach Purple Rain (1984) und Around the World in a Day (1985) Prince’ drittes Nummer-eins-Album in den US-Charts. Außerdem erzielte die EP The Scandalous Sex Suite Platz 25 in den österreichischen und Platz 34 in den japanischen Albumcharts, in anderen Ländern konnte sich die EP nicht platzieren.
| Jahr | Titel             | Höchstplatzierung, Gesamtwochen, AuszeichnungChartplatzierungen (Jahr, Titel, , Platzierungen, Wochen, Auszeichnungen, Anmerkungen) | Höchstplatzierung, Gesamtwochen, AuszeichnungChartplatzierungen (Jahr, Titel, , Platzierungen, Wochen, Auszeichnungen, Anmerkungen) | Höchstplatzierung, Gesamtwochen, AuszeichnungChartplatzierungen (Jahr, Titel, , Platzierungen, Wochen, Auszeichnungen, Anmerkungen) | Höchstplatzierung, Gesamtwochen, AuszeichnungChartplatzierungen (Jahr, Titel, , Platzierungen, Wochen, Auszeichnungen, Anmerkungen) | Höchstplatzierung, Gesamtwochen, AuszeichnungChartplatzierungen (Jahr, Titel, , Platzierungen, Wochen, Auszeichnungen, Anmerkungen) | Anmerkungen                                                                  |
| Jahr | Titel             | DE | AT | CH | UK | US | Anmerkungen                                                                  |
| ---- | ----------------- | --- | --- | --- | --- | --- | ---------------------------------------------------------------------------- |
| 1989 | Batdance          | DE10 (19 Wo.)DE | AT17 (14 Wo.)AT | CH1 (4) (16 Wo.)CH | UK2 Silber · (12 Wo.)UK | US1 (1) Platin · (18 Wo.)US | UK: 1. Juli 1989: Silber (200.000+) US: 11. August 1989: Platin (1.000.000+) |
| 1989 | Partyman          | DE32 (11 Wo.)DE | — | CH25 (5 Wo.)CH | UK14 (6 Wo.)UK | US18 Gold · (10 Wo.)US | US: 8. November 1989: Gold (500.000+)                                        |
| 1989 | The Arms of Orion | — | — | — | UK27 (7 Wo.)UK | US36 (14 Wo.)US | Duett mit Sheena Easton                                                      |
| 1989 | Scandalous        | — | AT17 (2 Wo.)AT | — | UKn.v.UK | — | Nicht weltweit ausgekoppelt                                                  |
| 1990 | The Future        | DE39 (9 Wo.)DE | — | CH15 (8 Wo.)CH | — | USn.v.US | Nur in Europa ausgekoppelt                                                   |

Batdance wurde nach When Doves Cry, Let’s Go Crazy (beide 1984) und Kiss (1986) Prince’ vierte Nummer eins Single in den US-Charts. 

### Auszeichnungen für Musikverkäufe
Batman wurde weltweit ungefähr fünf Millionen Mal verkauft.

| Land/Region                  | Auszeichnungen für Musikverkäufe (Land/Region, Auszeichnung, Verkäufe) | Verkäufe  |
| ---------------------------- | ---------------------------------------------------------------------- | --------- |
| Deutschland (BVMI)           | Gold                                                                   | 250.000   |
| Frankreich (SNEP)            | 2× Platin                                                              | 600.000   |
| Hongkong (IFPI/HKRIA)        | Gold                                                                   | 10.000    |
| Japan (RIAJ)                 | Gold                                                                   | 100.000   |
| Kanada (MC)                  | Platin                                                                 | 100.000   |
| Neuseeland (RMNZ)            | Gold                                                                   | 10.000    |
| Niederlande (NVPI)           | Gold                                                                   | 50.000    |
| Schweiz (IFPI)               | Gold                                                                   | 25.000    |
| Spanien (Promusicae)         | Platin                                                                 | 100.000   |
| Vereinigte Staaten (RIAA)    | 2× Platin                                                              | 2.000.000 |
| Vereinigtes Königreich (BPI) | Platin                                                                 | 300.000   |
| Insgesamt                    | 6× Gold · 7× Platin ·                                                  | 3.545.000 |

Hauptartikel: Prince/Auszeichnungen für Musikverkäufe

## Preise
Prince wurde für die Batman-Ära mit folgenden Auszeichnungen und Preisen geehrt:

### American Music Awards
22. Januar 1990: Sonderpreis „Special Achievement Award“ („Auszeichnung für besondere Leistungen“) bei den American Music Awards 1990.

### BRIT Awards
18. Februar 1990: Batman gewann bei den BRIT Awards 1990 in der Kategorie „Soundtrack/Cast Recording“.

### Grammy-Nominierungen
21. Februar 1990: Prince wurde bei den Grammy Awards 1990 in vier Kategorien nominiert, gewann aber nicht. Außerdem wurde Artdirector Tom Recchion für das Albumdesign in der Kategorie „Grammy Award for Best Recording Package“ nominiert, gewann aber ebenfalls nicht.

### NARM Awards
12. März 1990:  Batman bekam bei den National Association of Recording Merchandisers (NARM), seit 2013 als Music Business Association bekannt, den Preis in der Kategorie „Best Selling Movies/TV Soundtrack Album“.

### ASCAP Awards
2. Mai 1990:  Partyman wurde mit einem ASCAP Award in der Kategorie „Most Performed Songs from Motion Pictures“ („Meistgespielte Songs aus Kinofilmen“) ausgezeichnet.

### Minnesota Music Awards
7. Mai 1990: Gewinner in der Kategorie „Pop/Rock – Individual“ („Pop/Rock – Einzelperson“).